# المؤتمر العالمي الرابع للمرأة

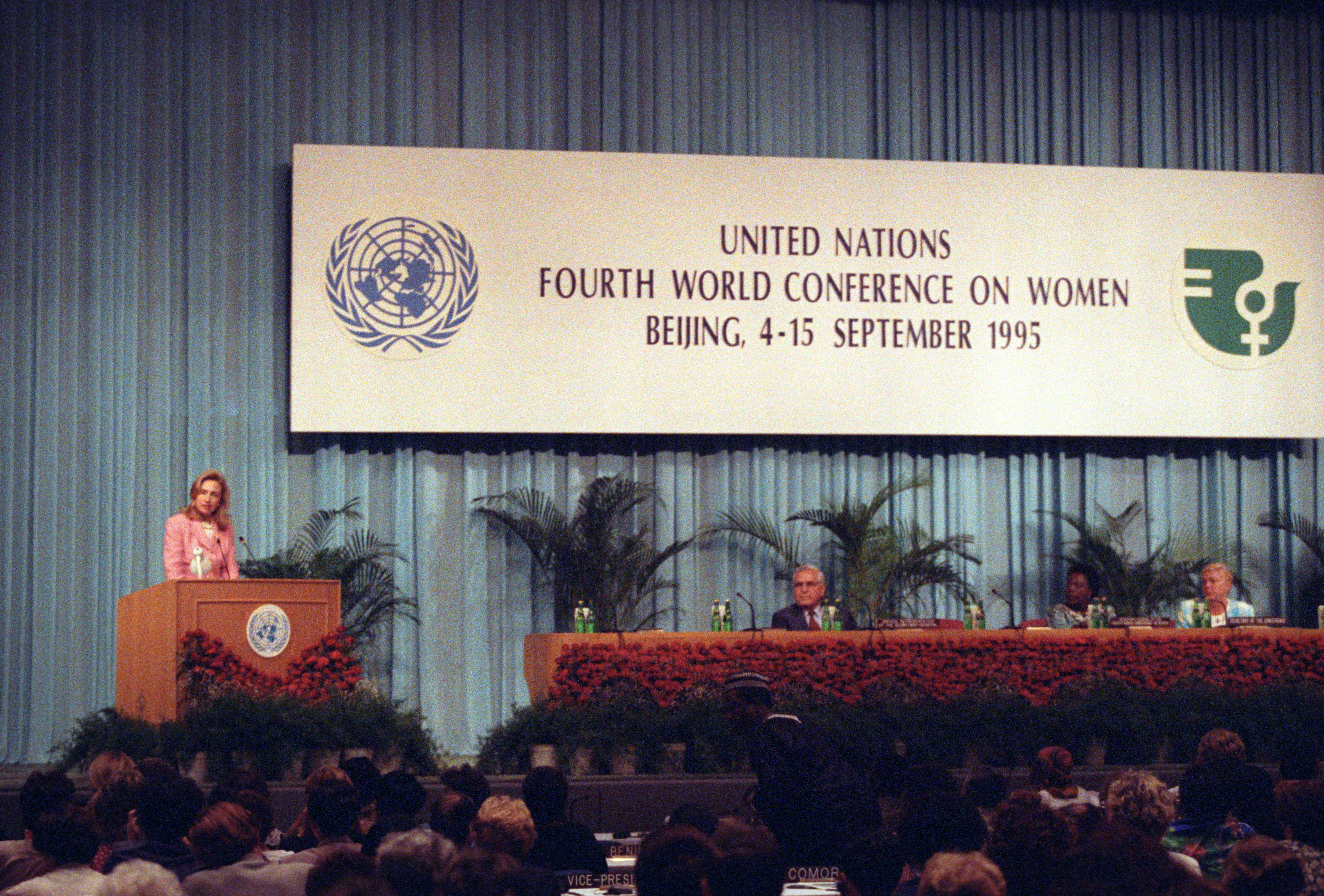

المؤتمر العالمي الرابع للمرأة: العمل لأجل المساواة والتنمية والسلام هو الاسم الذي أطلق على المؤتمر الذي أقامته الأمم المتحدة في بكين عاصمة الصين في الرابع من سبتمبر عام 1995

## الخلفية
اشتمل ميثاق الأمم المتحدة (1945) اعتمادا للمساواة بين الرجل والمرأة (الفصل الثالث المادة الثامنة) حيث حاول العديد من النساء المسؤولة في الأمم المتحدة وقائدات حركات المرأة على الساحة تباعاً على تطبيق تلك المبادئ منذ عام 1945 الي عام 1975. وأصدرت الجمعية العامة للأمم المتحدة قرار (قرار 3010) بشأن جعل عام 1975 السنة الدولية للمرأة في ديسمبر. وأصدرت الجمعية العامة للأمم المتحدة قرارا أشمل (قرار 136\31) بجعل الفترة بين 1976 إلى 1985 عقد المرأة.

### المؤتمر العالمي الأول للمرأة عام 1975 في مدينة مكسيكو سيتي
المقال الرئيسي: المؤتمر العالمي للمرأة 1975
تم عقد المؤتمر العالمي الأول للمرأة في مدينة مكسيكو عام 1975 تزامنا مع السنة الدولية للمرأة الذي أدى إلى صدور إعلان المكسيك للمساواة لأجل المرأة واسهاماتهن في التنمية والسلام

### المؤتمر العالمي الثاني للمرأة في كوبنهاغن، 1980
المقال الرئيسية: المؤتمر العالمي للمرأة 1980
عقد المؤتمر العالمي الثاني للمرأة عام 1980 في كوبنهاغن حيث اشاد أعضاء المؤتمر أن اتفاقية 1979 للقضاء على كل أنواع التمييز ضد المرأة كانت علامة فارقة. نوه مؤتمر كوبنهاغن أيضًا بالفجوة بين الحقوق التي يتم تأمينها لأجل المرأة وقدرة المرأة على ممارسة تلك الحقوق. تم الاتفاق أيضا على أن العمل سوف يتم على ثلاث محاور تتضمن: مساواة تيسير فرص الوصول إلى التعليم وفرص العمل والخدمات الصحية. وأن العمل عليهم يعد ضرورياً لتحقيق الأهداف الذي كتبت في المكسيك.

### المؤتمر العالمي الثالث للمرأة في نيروبي، 1985
المقال الرئيسية: المؤتمر العالمي للمرأة 1985
عقد المؤتمر العالمي الثالث للمرأة في نيروبي عام 1985. حيث حدد مؤتمر نيروبي المجالات التي يمكن بها قياس التطور في المساواة من أجل المرأة: المقاييس الدستورية والقضائية والمساواة في المشاركة الاجتماعية والسياسية بالإضافة إلى عملية صنع القرار. نوه المؤتمر أيضاً على أن مشاركة المرأة في كل مضارب النشاط الإنساني ضرورة وليست حكراً على النشاطات المتعلقة بالنوع.

### استكمالاً عن المؤتمر العالمي الرابع للمرأة في بكين 1995
أعدت الوفود اعلاناً وخطة للعمل الموجه للوصول إلى مساواة أشمل وفرص أفضل للمرأة. في ظل تداعيات الاجتماعات السابقة للمؤتمر رفض الكرسي الرسولي علانية ما حددته الولايات المتحدة وأمم أخري بخصوص الإجهاض وحقوق الانجاب وقضايا حساسة أخرى. حيث اشتملت الحقوق الإنجابية على النقاط الثمان التالية:

- الأمومة الآمنة
- صحة الرضع والأطفال
- التخطيط الأسري
- أمراض الجنس
- مشاكل الانجاب للنساء المسنات
- التحكم ومعالجة المشاكل نتيجة للإجهاض
- معالجة والقضاء على العقم
- صحة المراهقات

## الأمين العام
كانت جيرترود مونجيلا التانزانية الأمين العام للمؤتمر.

## الخطاب الرئيسي
ألقت أون سان سو تشي الكلمة الرئيسية في المؤتمر

## خطابات أخرى
في الخامس من سبتمبر 1995 ألقت هيلاري كلينتون التي كانت السيدة الأولى للولايات المتحدة آنذاك خطابها «حقوق المرأة هي حقوق الإنسان». حيث يعد هذا الخطاب ملهم لحركات حقوق المرأة. استعرضت هيلاري كلينتون عام 2013 تغير حقوق المرأة منذ خطابها الذي ألقته عام 1995. حاز خطابها في عام 1995 على المرتبة الخامسة والثلاثين في قائمة أفضل 100 خطاب أمريكي للقرن العشرين.
ألقت القديسة تريزا الكلكتيَّة صاحبة راهبات المحبة (26 أغسطس 1910 – 5 سبتمبر 1997) المعروفة بالأم تريزا خطابًا في المؤتمر العالمي الرابع للمرأة في بكين. وعبرت تريزا في خطابها «بإمكاننا تدمير هبة الأمومة ليس فقط ببطش الإجهاض بل وأيضا بالتفكير أن الوظائف أو المناصب ومثلها من أشياء أكثر أهمية من الحنان».
تم إلقاء العديد من الخطابات باسم الحكومات والأمم المتحدة ومنظمات حكومية دولية وغير حكومية.
تعتبر بيفرلي باليسا ديتسي أول امرأة إفريقية مثلية تدلي ببيان ينادي بحقوق مجتمع الميم خاصة المثليات في الثالث عشر من ديسمبر 1995 لمخاطبة الأمم المتحدة حول حقوق مجتمع الميم.

## النتائج

### إعلان بيجين
المقالة الرئيسية: منهاج عمل بيجين

### منهاج عمل بيجين
ملخص خطة عمل بيجين:
 بيان المهمة
1. يعد منهاج العمل خطة لتمكين المرأة وتهدف إلى تعجيل تطبيق استراتيجيات نيروبي التطلعية للارتقاء بالمرأة وإزالة كل العوائق أمام مشاركتها في كل أوجه الحياة العامة والخاصة عبر اتاحة حقوق كاملة ومتساوية في اتخاذ القرار اقتصاديا واجتماعيا وثقافيا. مما معناه ان مبدأ تقاسم السلطة والمسؤوليات يجب أن يطبق بين الرجل والمرأة في المنزل ومكان العمل والمجتمعات الأشمل وطنياً وعالمياً. تعد المساواة بين المرأة والرجل مسألة حقوق إنسانية وظرف للعدالة الاجتماعية وأيضا شرطاً اساسياً للمساواة والتنمية والسلام. والشراكة المتغيرة بناءاً على المساواة بين المرأة والرجل تعد شرطاً هاماً للتنمية المستدامة لأجل البشر إن الالتزام المستدام وطويل المدي ضروري ليتمكن كلاً من المرأة والرجل العمل معاً لأجل أنفسهم وذويهم -أطفالهم- والمجتمع للتصدي لتحديات القرن الواحد والعشرين.
2. يؤكد منهاج العمل أن المبدأ الأساسي الذي حدد في إعلان فيننا وبرنامج العمل الذي تبنته المؤتمر العالمي لحقوق الانسان أن حقوق الإنسان للمرأة والفتاة حقوق ثابتة لا تتجزأ من حقوق الإنسان العالمية. يسعي المنهاج كخطة للعمل على أن يعزز ويحمي كل حقوق الإنسان والحريات لأجل المرأة في كل أطوار حياتها.
3. يوضح منهاج العمل ان المرأة تتشارك في مسائل يمكن مناقشتها فقط بالعمل والشراكة مع الرجل تجاه غاية المساواة بين النوعين المنشودة حول العالم. وانه يحترم ويقدر تنوع مواقف المرأة وظروفها بالإضافة الي انه يقر بإن بعض النساء يواجهن بعض العوائق التي تعيق تمكينهن.
4. يتطلب منهاج العمل مجهود مباشر ومنسق من الجميع لصنع عالم إنساني وعادل ومساهم يستند على حقوق الإنسان والحريات الأساسية. متضمن مبدأ المساواة بين جميع البشر بمختلف أعمارهم ومناحي حياتهم. وتحقيقا لهذه الغاية يقر المنهاج بإن النمو الاقتصادي المستدام والواسع المدي هام للحفاظ على التنمية والعدالة الاجتماعية.
5. سوف يتطلب نجاح منهاج العمل التزاماً قوياً من الحكومات والمؤسسات والمنظمات العالمية على مختلف اصعدتها. علاوة على ضرورة تعبئة الموارد على الصعيد المحلى والعالمي شاملة الموارد الحديثة إلى الدول النامية عبر كل وسائل التمويل المتاحة: الثنائية ومتعددة الأطراف والخاصة للرفع من مكانة المرأة. الموارد المالية اللازمة لتقوية قدرات المنظمات المحلية والإقليمية ودون الإقليمية.

الالتزام بتساوي الحقوق والمسئوليات والفرص والمشاركة للمرأة والرجل في كل الكيانات العالمية وعمليات وضع السياسات المحلية والإقليمية والعالمية.
وإنشاء أو تقوية الآليات على كل المستويات للمساءلة امام نساء العالم.
كلمة رئيس المؤتمر حول المعني الشائع للفظ «الجنسانية»
1. خلال الاجتماع التاسع عشر للمفوضية العاملة ككيان تحضيري للمؤتمر العالمي الرابع عن المرأة حول حال المرأة ظهرت قضية على الساحة بخصوص معني لفظ «جنسانية» في سياق خطة عمل المؤتمر. ولكي يتم فحص الموضوع قررت المفوضية أن تنشئ فريقا للاتصال برئاسة سلمى أشيبالا (من ناميبيا) عضو مقرر للمفوضية. عينت المفوضية الفريق الغير رسمي للحصول على اتفاق بخصوص المعني الشائع للفظ «الجنسانية» في سياق خطة العمل ونقله على الفور للمؤتمر في بكين.
2. بعد تمحيص في القضية لاحظ الفريق التالي: (1) أن لفظة «الجنسانية» تم استخدامه وفهمه في سياقه المعهود المتقبل في العديد من منتديات ومؤتمرات الأمم المتحدة (2) لم يكن هناك أي مؤشرات حول معان أو تفسيرات اخري مقصودة للفظ في مناهج العمل بعيدة عن الاستخدام الشائع له
3. وعليه قد أكد الفريق مجددا أن كلمة «الجنسانية» يقصد أن يفهم ويفسر بمعناه المعهود المقبول في سياق خطة العمل واتفق فريق الاتصال أيضا على ان التقرير يجب أن يقرأه رئيس المؤتمر كجزء من كلمته التي ستكون جزءاً من التقرير الأخير للمؤتمر.

#### القضايا الحاسمة
إن النهوض بالمرأة وتحقيق المساواة بينها وبين الرجل قضية حقوق الإنسان وشرط للعدالة الاجتماعية ولا يجب حصرها كقضية خاصة بالمرأة لأنها السبيل الوحيد لبناء مجتمع مستدام عادل ومتطور. فكل من تمكين المرأة والمساواة بينها وبين الرجل ضرورات لا غني عنها لتحقيق الأمان السياسي والاجتماعي والاقتصادي والثقافي والبيئي بين البشر.
42. العديد من الأهداف التي وضعت ضمن استراتيجيات نيروبي التطلعية لتقدم المرأة لم تتحقق. وعلى الرغم من جهود الحكومات والمنظمات غير الحكومية علاوة على جهود المرأة والرجل في كل مكان تظل الحواجز التي تحول أمام تمكين المرأة قائمة. ناهياً عن العديد من الأزمات السياسة والاقتصادية والإيكولوجية التي تتمثل في الحروب العدوانية والنزاعات المسلحة، والاستعمار الاجنبي والحروب الأهلية والإرهاب لا زالت مستمرة في العديد من بقاع الأرض. تمثل تلك الوقائع بالإضافة إلى التمييز الممنهج أو الفعلي والتقاعس بخصوص حماية جميع حقوق الإنسان وحريات المرأة وحقوقهن المدنية والثقافية والاقتصادية والسياسية والاجتماعية متضمنة حق التنمية وخرقهم بالإضافة إلى السلوك القائم على التحيزات المتأصلة اتجاه المرأة بعضاً من العواقب التي صودفت منذ المؤتمر العالمي لاستعرض وتقييم إنجازات عقد الأمم المتحدة للمرأة للمساواة والتنمية والسلام في 1985
43. يسلط الاستعراض للتقدم المحرز منذ مؤتمر نيروبي الضوء على قضايا خاصة وموضوعات على درجة شديدة من الأهمية كأولويات للعمل عليها. حيث يجب على كل الأطراف تركيز الجهود والمصادر على الأهداف الاستراتيجية المتعلقة بالقضايا الحاسمة المتكافلة ومترابطة وذات أولوية قصوى. يجب على العاملين أن يطوروا ويطبقوا آليات للمحاسبة لكل القضايا الحاسمة.
44. لأجل تحقيق هذه الغاية فإن كل من الحكومات والمجتمع الدولي والمدني متضمنين المنظمات غير الحكومية والقطاع الخاص مطالبين بانتخاذ إجراءات إستراتيجية في القضايا الحاسمة التالية:
- عبئ الفقر المتزايد والمستمر على المرأة
- الفوارق والعجز وعدم التساوي في فرص التعليم والتدريب
- الفوارق والعجز وعدم التساوي في الوصول للخدمات الصحية والخدمات المتعلقة بها
- العنف ضد المرأة
- تأثير النزاعات المسلحة أو غيرها على المرأة خاصة التي تعايش ظروف احتلال خارجي
- الفوارق في الهياكل والسياسات الاقتصادية في كل اشكال النشاطات الإنتاجية والوصول الي الموارد
- لتفاوت بين الرجل والمرأة في تشارك السلطة وصنع القرار على كل الأصعدة
- عجز آليات رقي المرأة على كل الأصعدة
- انعدام الاحترام والدعم والحماية الغير كافيين لحقوق الإنسان لأجل المرأة
- القولبة والفوارق التي تعاني منها المرأة بخصوص فرص المشاركة في كل أنظمة التواصل خاصة الاعلام
- الفوارق النوعية بخصوص إدارة الموارد الطبيعية وحماية البيئة
- التمييز المستمر وخرق حقوق الفتيات

#### الأهداف والإجراءات الاستراتيجية
45. في كل قضية من القضايا الحاسمة يتم تحديد المشكلة وبناءاً عليه يتم تحديد اهداف إستراتيجية ذات تدابير عملية ليطبقها جميع العاملين لتحقيق تلك الأهداف حيث تستخلص الأهداف الاستراتيجية من القضايا الحاسمة وتمر التدابير الخاصة لتحقيقهم عبر المساواة والتنمية والسلام – اهداف استراتيجيات نيروبي التطلعية لتقدم المرأة- وتعكس تكافلهم. تعد الأهداف والتدابير مترابطة وعلى درجة عالية من الأهمية وتعزز بعضها بعضاً. تنوى خطة العمل لتحسين حال المرأة بدون أي استثناء اللاتي يواجهن عوائق مشتركة بالإضافة إلى الاهتمام بالمجموعات الأكثر تضررًا.
46.يوضح منهاج العمل العوائق التي تعيق المرأة تجاه تحقيق مساواتها وتقدمها كعوامل مثل العرق أو السن أو اللغة أو الأساس الإثنى أو الثقافة أو الدين أو الإعاقة أو بسبب انهن من سكان الشعب الأصليين أو بسببهم حالتهم حيث تواجه العديد من النساء عوائق متعلقة بحالة عائلتهم تحديداً الأسر ذات العائل الواحد ولحالتهم الاجتماعية الاقتصادية كأحوال المعيشة في أماكن قد تكون قروية أو معزولة أو المناطق المنكوبة بالفقر. توجد عراقيل أخرى أمام النساء اللاجئات وأخريات مشردات خاصة المشردات داخليا بالإضافة إلى النساء المهاجرات والمهاجرات منهن لأجل العمل. ناهياً عن تأثر العديد من النساء بالكوارث البيئية والأمراض المعدية والعديد من مظاهر العنف ضد المرأة.
تشخيص قضايا المرأة والفقر
الهدف الاستراتيجي أ-1-: اتخاذ التدابير اللازمة اتجاه مراجعة واعتماد سياسات اقتصاد شاملة واستراتيجيات تنموية تتناول احتياجات ومجهودات المرأة الفقيرة.
الهدف الاستراتيجي أ-2-: اتخاذ التدابير اللازمة لأجل مراجعة القوانين والممارسات الادارية لضمان حقوق المرأة الكاملة وفرص وصولها للموارد الاقتصادية.
الهدف الاستراتيجي أ-3-: اتخاذ التدابير اللازمة تجاه اتاحة وسائل الادخار وآليات الائتمان والمؤسسات.
الهدف الاستراتيجي أ-4-: اتخاذ التدابير اللازمة لتطوير منهجيات وأبحاث على أسس نوعية تتناول ظاهرة تأنيث الفقر
تحليل قضية تعليم وتدريب المرأة
الهدف الاستراتيجي ب-1-: اتخاذ التدابير اللازمة لضمان مساواة فرص الحصول على التعليم.
الهدف الاستراتيجي ب-2-: اتخاذ التدابير اللازمة نحو محو الأمية بين النساء.
الهدف الاستراتيجي ب-3-: اتخاذ التدابير اللازمة لأجل تطوير فرص حصول المرأة على التأهيل المهني ومجالات العلوم والتكنولوجيا ومواصلة التعليم
الهدف الاستراتيجي ب-4-: اتخاذ التدابير اللازمة لتطوير التعليم والتدريب بلا تمييز.
الهدف الاستراتيجي ب-5-: اتخاذ التدابير اللازمة لأجل التخصيص موارد كافية ومتابعة الإصلاحات التعليمية.
الهدف الاستراتيجي ب-6-: اتخاذ التدابير اللازمة لأجل تشجيع تعليم وتدريب مدي الحياة لأجل الفتيات والنساء.
تشخيص قضايا المرأة والصحة.
الهدف الاستراتيجي ج-1-: اتخاذ التدابير اللازمة نحو زيادة سبل حصول المرأة على خدمات صحية ملائمة ورخيصة وجيدة وما يتعلق بذلك.  
الهدف الاستراتيجي ج-2-: اتخاذ التدابير اللازمة لتقوية البرامج الوقائية التي تدعم من صحة المرأة.
الهدف الاستراتيجي ج-3-: اتخاذ التدابير اللازمة نحو اتخاذ المبادرات التي تتناول مواضيع نوعية حساسة والمعنية بالأمراض المتناقلة جنسياً كفيروس نقص المناعة البشرية\الإيدز ومشاكل الصحة الانجابية
الهدف الاستراتيجي ج-4-: اتخاذ التدابير اللازمة لأجل دعم البحوث ونشر المعلومات المتعلقة بصحة المرأة
الهدف الاستراتيجي ج-5-: اتخاذ التدابير اللازمة بخصوص تنمية الموارد المتعلقة بصحة المرأة ومتابعتها.
تشخيص قضايا العنف ضد المرأة
الهدف الاستراتيجي د-1-: اتخاذ التدابير اللازمة تجاه القضاء على العنف ضد المرأة.
الهدف الاستراتيجي د-2-: اتخاذ التدابير اللازمة تجاه دراسة أسباب وعواقب العنف ضد المرأة ونتائج التدابير الوقائية تجاه ذلك.
الهدف الاستراتيجي د-4-: اتخاذ التدابير اللازمة نحو القضاء على الاتجار بالنساء ومساندة ضحايا العنف الناتج عن الدعارة والاتجار.
تشخيص قضايا المرأة والنزاع المسلح
الهدف الاستراتيجي هـ-1-: اتخاذ التدابير اللازمة لأجل تعزيز مشاركة المرأة في قضايا فض النزاع وصنع القرار بالإضافة إلى حماية السيدات اللاتي يكابدن الحياة تحت ظروف النزاعات المسلحة أو غيرها أو من يعشن تحت احتلال خارجي.
الهدف الاستراتيجي هـ-2-: اتخاذ التدابير اللازمة تجاه الحد من النفقات العسكرية الباهظة والتحكم في إتاحة الأسلحة.
الهدف الاستراتيجي هـ-3-: اتخاذ التدابير اللازمة تجاه نشر وسائل سلمية لفض النزاعات والحد من حوادث انتهاك حقوق الإنسان.
الهدف الاستراتيجي هـ-4-: اتخاذ التدابير اللازمة تجاه دعم اسهامات المرأة لتوطيد ثقافة السلام.
الهدف الاستراتيجي هـ-5-: اتخاذ التدابير اللازمة تجاه توفير الحماية والمساعدة والتمرين للمرأة اللاجئة والمشردة خارجيا أو داخليا في حاجة إلى الحماية الدولية.      
الهدف الاستراتيجي هـ-6-: اتخاذ التدابير اللازمة تجاه توفير المساعدات للسيدات في المستعمرات وفي الاقاليم ذات الحكم الغير ذاتي.
تشخيص قضايا المرأة والاقتصاد
الهدف الاستراتيجي و -1-: اتخاذ التدابير اللازمة نحو تعزيز حقوق المرأة واستقلالها الاقتصادي مما يتضمن فرص العمل وظروف العمل الملائمة والاشراف على الموارد الاقتصادية
الهدف الاستراتيجي و-2-: اتخاذ التدابير اللازمة نحو تيسير وصول المرأة للموارد والتوظيف والأسواق والتجارة.
الهدف الاستراتيجي و-3-: اتخاذ التدابير اللازمة نحو توفير الخدمات التجارية والتدريب على الأسواق ودخولها وتيسير المعلومات والتكنولوجيا خصيصاً للمرأة ذات الدخل المحدود.
الهدف الاستراتيجي و-4-: اتخاذ التدابير اللازمة تجاه تعزيز القدرة الاقتصادية للمرأة وتعزيز شبكة علاقاتها التجارية.
الهدف الاستراتيجي و-5-: اتخاذ التدابير اللازمة تجاه القضاء على كل اشكال التمييز والتفرقة في التعيين الوظيفي.
الهدف الاستراتيجي و-6-: اتخاذ التدابير اللازمة تجاه تعزيز التناغم بين مسئوليات العمل والمنزل بين الرجل والمرأة.
تشخيص قضايا المرأة في السلطة وصنع القرار
الهدف الاستراتيجي ز-1-: اتخاذ التدابير اللازمة تجاه ضمان كافة فرص مشاركة المرأة في هياكل السلطة وصنع القرار
الهدف الاستراتيجي ز-2-: اتخاذ التدابير اللازمة تجاه تعزيز قدرة المرأة على القيادة وصنع القرار
تشخيص الآليات المؤسسية للرقي بالمرأة
الهدف الاستراتيجي ح-1-: اتخاذ التدابير اللازمة نحو صنع أو تقوية الآليات الوطنية وسائر الكيانات الحكومية الأخرى.
الهدف الاستراتيجي ح-2-: اتخاذ التدابير اللازمة نحو أعمال وجهات النظر الجنسانية في التشريع والسياسات العامة والبرامج والمشروعات
الهدف الاستراتيجي ح-3-: اتخاذ التدابير اللازمة تجاه نشر بيانات مصنفة جنسياً ومعلومات حول التخطيط والتقييم.
  تشخيص قضايا حقوق الإنسان للمرأة
الهدف الاستراتيجي ط-1-: اتخاذ التدابير اللازمة لأجل تعزيز وحماية حقوق الإنسان لأجل المرأة عبر تطبيق كل آليات حقوق الإنسان خاصة الاتفاق المعني بالقضاء على كل اشكال التمييز ضد المرأة.
الهدف الاستراتيجي ط-2-: اتخاذ التدابير اللازمة نحو ضمان المساواة وعدم التمييز قضائياً وعملياً
الهدف الاستراتيجي ط-3-: اتخاذ التدابير اللازمة نحو محو الأمية القانونية
تشخيص قضايا المرأة والاعلام
الهدف الاستراتيجي ي-1-: اتخاذ التدابير اللازمة نحو دعم مشاركة المرأة وفرص التعبير وصناعة القرار لها عبر الاعلام وتقنيات التواصل الحديثة.
الهدف الاستراتيجي ي-2-: اتخاذ التدابير اللازمة نحو تمثيل المرأة بصورة متوازنة غير مقولبة.
تشخيص قضايا المرأة والبيئة
الهدف الاستراتيجي ك-1-: اتخاذ التدابير اللازمة نحو اشراك المرأة في صنع القرار فيم يخص البيئة.
الهدف الاستراتيجي ك-2-: اتخاذ التدابير اللازمة نحو إدماج مسائل الجنسانية ووجهات نظرها في سياسات وبرامج التنمية المستدامة.
الهدف الاستراتيجي ك-3-: اتخاذ التدابير اللازمة نحو إنشاء وتقوية آليات قياس وتقييم تأثير السياسات التنموية والبيئية على المرأة على صعيد محلى وإقليمي وعالمي.
تشخيص قضايا الفتاة
الهدف الاستراتيجي ل-1-: اتخاذ التدابير اللازمة نحو القضاء على كل مظاهر التمييز ضد الفتاة
الهدف الاستراتيجي ل-2-: اتخاذ التدابير اللازمة نحو القضاء على السلوكيات الثقافية والممارسات السلبية ضد الفتاة.
الهدف الاستراتيجي ل-3-: اتخاذ التدابير اللازمة نحو دعم وحماية حقوق الفتاة وزيادة الوعي عن احتياجاتها وامكانياتها.
الهدف الاستراتيجي ل-4-: اتخاذ التدابير اللازمة نحو القضاء على التمييز ضد الفتاة في مجالات التعليم وتطوير المهارات والتدريب
الهدف الاستراتيجي ل-5-: اتخاذ الإجراءات اللازمة نحو القضاء على التمييز ضد الفتاة في مجالات الصحة والتغذية
الهدف الاستراتيجي ل-6-: اتخاذ التدابير اللازمة نحو القضاء على الاستغلال الاقتصادي لعمالة الأطفال وحماية الفتيات في أماكن العمل.
الهدف الاستراتيجي ل-7-: اتخاذ التدابير اللازمة نحو القضاء على العنف ضد الفتاة
الهدف الاستراتيجي ل-8-: اتخاذ التدابير اللازمة لنشر وعى الفتاة عن المشاركة في الحياة الاجتماعية والاقتصادية والسياسية.
الهدف الاستراتيجي ل-9-: اتخاذ التدابير اللازمة نحو تقوية دور العائلة في تحسين حالة الفتاة.

### إعلان بيجين لنساء الشعوب الأصلية
كان اعلان بيجين لنساء الشعوب الأصلية من نتائج المؤتمر الرئيسية حيث تم توقيعه في خيمة نساء الشعوب الأصلية بمنتدى المنظمات الغير حكومية. يسعي هذا المستند للحد من التوتر الذي شعرن به الناشطات من النساء الأهليين تجاه النسويات (ذوات البشرة البيضاء) وحركات الأهليين بقيادة الرجال. وتعد خطوة عظيمة نحو تقدم حقوق المرأة المحلية وانتصار ظافر لممارسات النسوية الاهلية.
يقدم الإعلان في نقاطه الخمسين دعوة واضحة لاتخاذ الاجراءات للحكومات التي تواجه قضايا السكان الأصليين عبر العالم. وتعد المطالب المذكورة في المستند «أن تعترف كل الحكومات والمنظمات العالمية الغير حكومية والحكومية بحقوق السكان الأصليين في تقرير المصير وتكريس حقوق السكان الأصلية التاريخية والسياسة والاجتماعية والثقافية والاقتصادية والدينية في دستورهم ونظمهم القانونية.» ومن هذا المنطلق يحدد الإعلان مجالات للعمل تتضمن حق تقرير المصير والتنمية والتعليم والصحة وخرق حقوق الإنسان والعنف ضد المرأة المحلية والميراث الثقافي والفكري والمشاركة السياسية.
يتناول المستند القضايا الفريدة التي تكابدها المرأة المحلية بالإضافة إلى المشاكل التي يعاني منها الرجال المحليين والتي تتضمن تضاؤل الثقافة (والأدوار النوعية تباعاً)، ضياع أراضي الأجداد والهويات والأحوال المتساومة في الأماكن الذي يقطنون بها
أشار الإعلان لكل من "اعلان الأمم المتحدة العالمي لعقد السكان الأصليين في العالم ومسودة اعلان حقوق السكان الأصليين واتفاقية القضاء على كل أنواع التمييز ضد المرأة واستراتيجيات نيروبي التطلعية لرقي المرأة والأجندة الواحدة والعشرين واعلان ريو حول البيئة والتنمية وإعلان القاهرة لحقوق الإنسان في الإسلام وإعلان مؤتمر القمة الاجتماعي في كوبنهاغن." كأساس له

## إحياء الذكرى

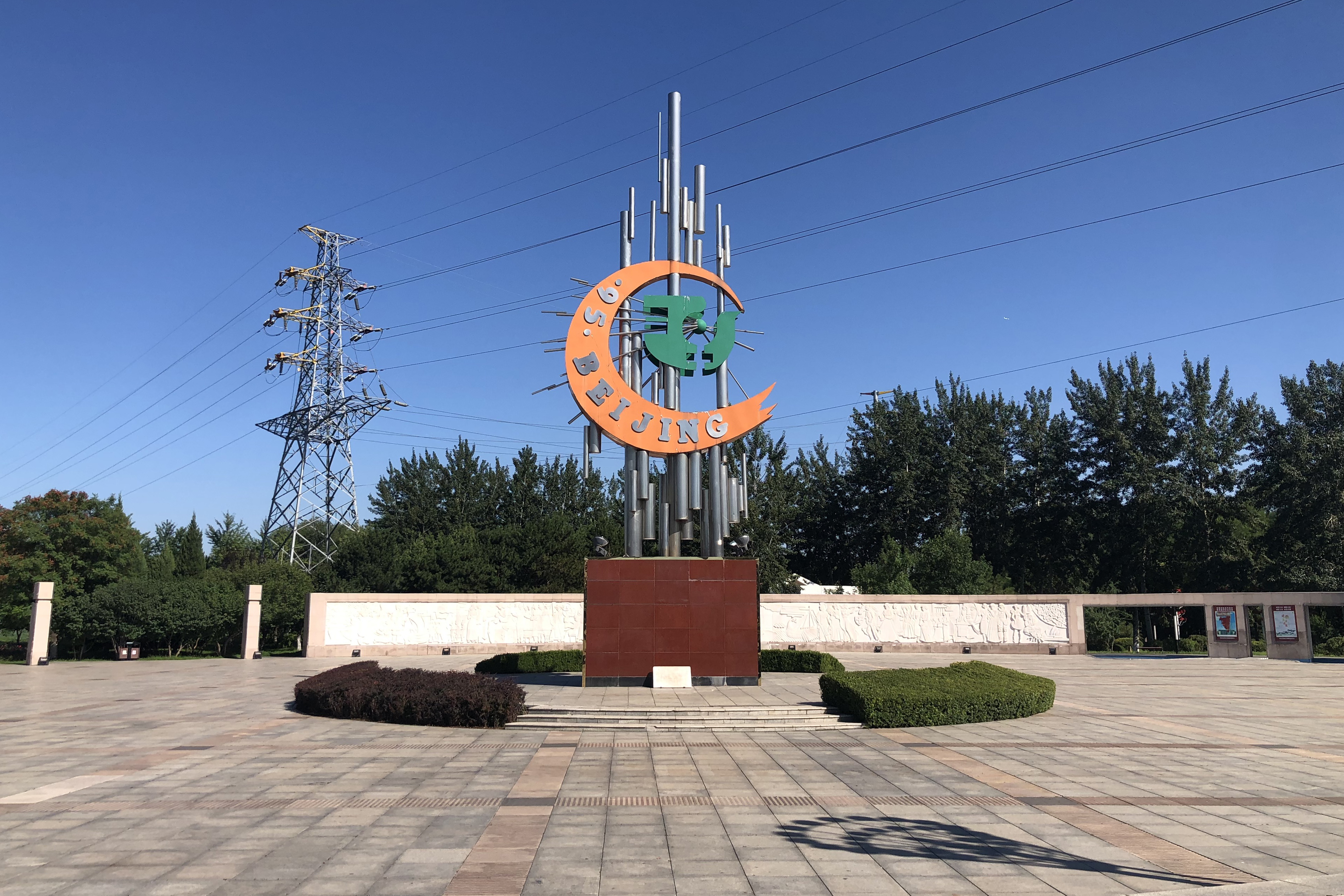
تكريمًا للمؤتمر العالمي المعني بالمرأة في عام 1995 (الذي عُقد منتدى المنظمات غير الحكومية الخاص به في هوايرو)، تم تحويل الحديقة المائية السابقة إلى حديقة تذكارية في عام 2004

بدأت منظمة الأمم المتحدة للمرأة إحيائها للذكرى العشرون على المؤتمر العالمي الرابع للمرأة في عام 2014 مع حملة تمكين المرأة وتمكين الإنسانية: تخيلها! والتي تُدعي أيضا بحملة بيجين 20+.

## التوثيق
في عام 2015 تم عرض وثائقي يدعي «صانعات: مرة واحدة وللأبد» عن المؤتمر العالمي الرابع للمرأة لأول مرة.

## وصلات خارجية
- الموقع الرسمي